# Alkanna orientalis
Alkanna orientalis là loài thực vật có hoa trong họ Mồ hôi. Loài này được (L.) Boiss. mô tả khoa học đầu tiên năm 1844.